# タンク・デル
ナサニエル・デル（Nathaniel Dell, 1999年10月29日 - ）は、アメリカ合衆国フロリダ州デイトナビーチ出身のプロアメリカンフットボール選手。NFLのヒューストン・テキサンズに所属している。ポジションはワイドレシーバー。愛称および登録名はタンク（Tank）。

## 経歴

### カレッジ
高校卒業後はフロリダ国際大学へ進学予定だったが、進路を変更してアラバマA&M大学へ進学した。1年間プレーして12レシーブ、364レシーブ獲得ヤード、3つのレシービングTDを記録した後、インディペンデンス・コミュニティカレッジへ転校した。ここでも1年間プレーし、52レシーブ、766レシーブ獲得ヤード、8つのレシービングTDを記録した。
2020年シーズン開幕前にヒューストン大学へ転校した。
2021年シーズンは90レシーブ、1,329レシーブ獲得ヤード、12のレシービングTDを記録した。
2022年シーズンは109レシーブ、1,398レシーブ獲得ヤード、17のレシービングTDを記録した。

### ヒューストン・テキサンズ
| 5 ft 8+3⁄8 in (174 cm)      | 165 lb (75 kg) | 30+1⁄2 in (77 cm) | 8+5⁄8 in (22 cm) | 4.49 s | 1.49 s | 2.57 s | 10 ft 1 in (3.07 m) |
| All values from NFL Combine |                |                   |                  |        |        |        |                     |

2023年のNFLドラフトにて全体69位でヒューストン・テキサンズから指名され、その後ルーキー契約を結んだ。
2023年シーズン、第13週のデンバー・ブロンコス戦で腓骨を骨折し、シーズン残りの試合を全休することになった。